# Трёхлучие
Трёхлучие (радиальное трёхлучие) — архитектурный приём, используемый в строительстве парков и градостроительных композициях. При реализации данного приёма три улицы или аллеи фокусируются в едином композиционном центре, закреплённым площадью или зданием, служащим высотной доминантой.
Известные примеры реализации данного архитектурного приёма:
- В Риме: Пьяцца дель Пополо — Корсо — Бабуино — Рипетта[2]
- В Версале: королевский дворец, дороги из Парижа, Сен-Клу и Со; спроектировано архитектором Ленотром во второй половине XVII века[3]
- В Санкт-Петербурге: Адмиралтейство — Невский проспект — Гороховая улица — Вознесенский проспект
- В Твери: Советская площадь — Новоторжская улица — Советская улица — улица Вольного Новгорода. Реализовано по плану застройки архитектора П. Р. Никитина, составленного после пожара 1763 года по поручению императрицы Екатерины II[4].